# Proprioseiopsis asetus
Proprioseiopsis asetus är en spindeldjursart som först beskrevs av Chant 1959.  Proprioseiopsis asetus ingår i släktet Proprioseiopsis och familjen Phytoseiidae. Inga underarter finns listade i Catalogue of Life.